# 배달해서 먹힐까?
《배달해서 먹힐까?》는 tvN의 예능 프로그램이다. 현지에서 먹힐까? 시리즈의 대한민국내 스핀오프 버전이다. 메인세프는 샘 킴이 맡았다.

## 출연자
- 샘김
- 안정환
- 윤두준 (하이라이트)
- 정세운

## 특별 출연자
- 김풍
- 정호영
- 곽동연